# Rozsdás sörtésréteggomba
A rozsdás sörtésréteggomba (Hymenochaete rubiginosa) a Hymenochaetaceae családba tartozó, Eurázsiában és Észak-Amerikában elterjedt, lombos fák elhalt törzsén élő, nem ehető gombafaj.

## Megjelenése
A rozsdás sörtésréteggomba termőteste vékony, konzolos, 2–4 cm széles, alakja ovális vagy legyezőszerű. A szomszédos termőtestek általában összenőnek. Felszíne többé-kevésbé koncentrikusan ráncos. Felülete matt, finoman bársonyos, nagyító alatt láthatóan szőrös. Széle hullámos. Színe sötét vörösbarna, feketésbarna, növekedő széle valamivel világosabb.
Esetenként a termőtest nem formál konzolokat, hanem a fakérget borító vörösbarna rétegként jelentkezik.
Húsa 0,5–1 mm vastag, szívós, bőrszerű. Íze és szaga nem jellegzetes.
Alsó termőrétege sima vagy szabálytalanul ráncolt. Színe fiatalon narancsbarna, idősebben szürkés vörösbarna.
Spórapora fehér. Spórája hengeres, felszíne sima, mérete 4,5-6 x 2,5-3 µm.

### Hasonló fajok
A borostás réteggomba hasonlíthat hozzá.

## Elterjedése és termőhelye
Eurázsiában és Észak-Amerikában honos. Magyarországon gyakori.
Lombos fék elhalt törzsén, tuskóján, ágain él, főleg tölgyön, de előfordulhat bükkön és gyertyánon is. A termőtestek egész évben láthatók.

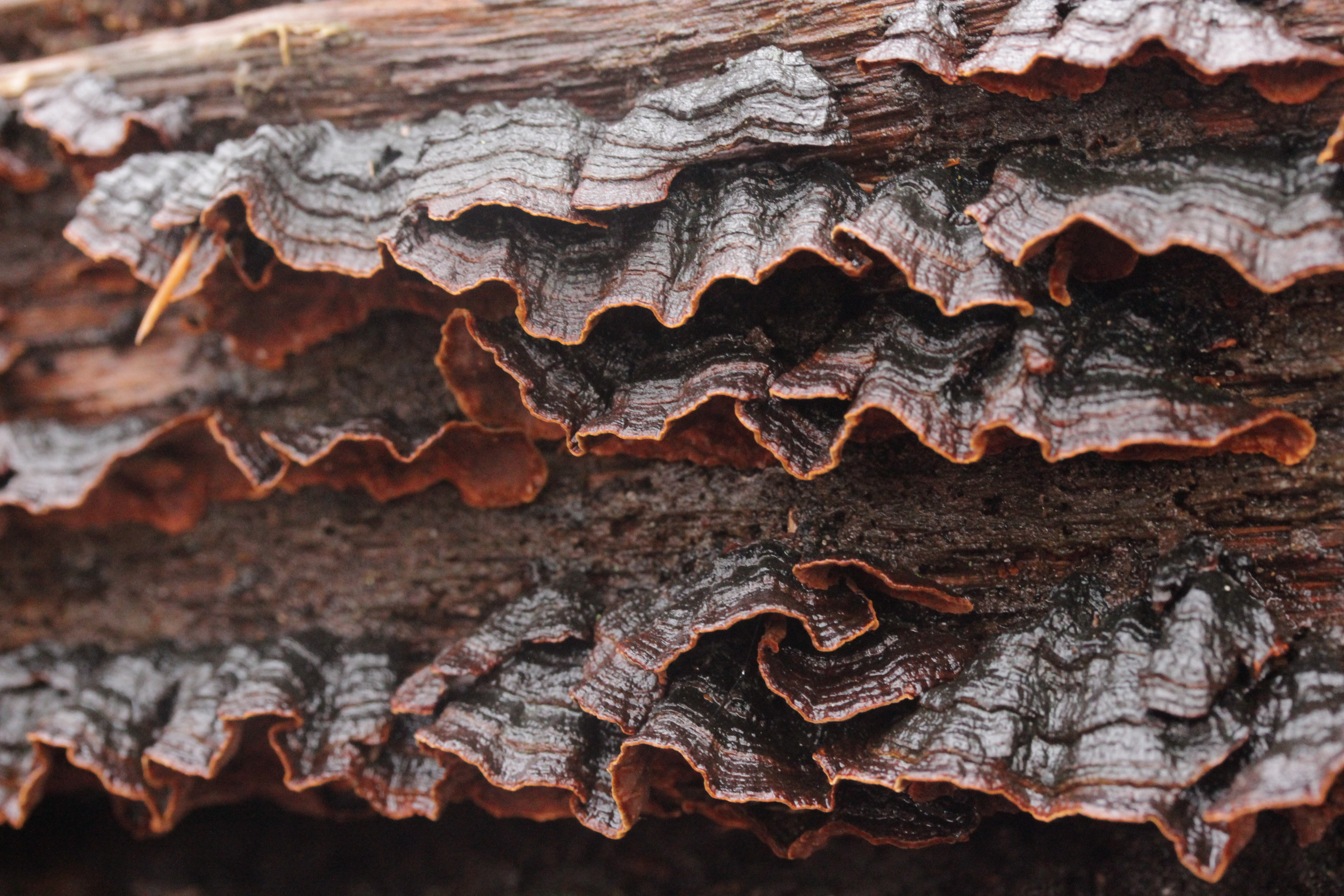
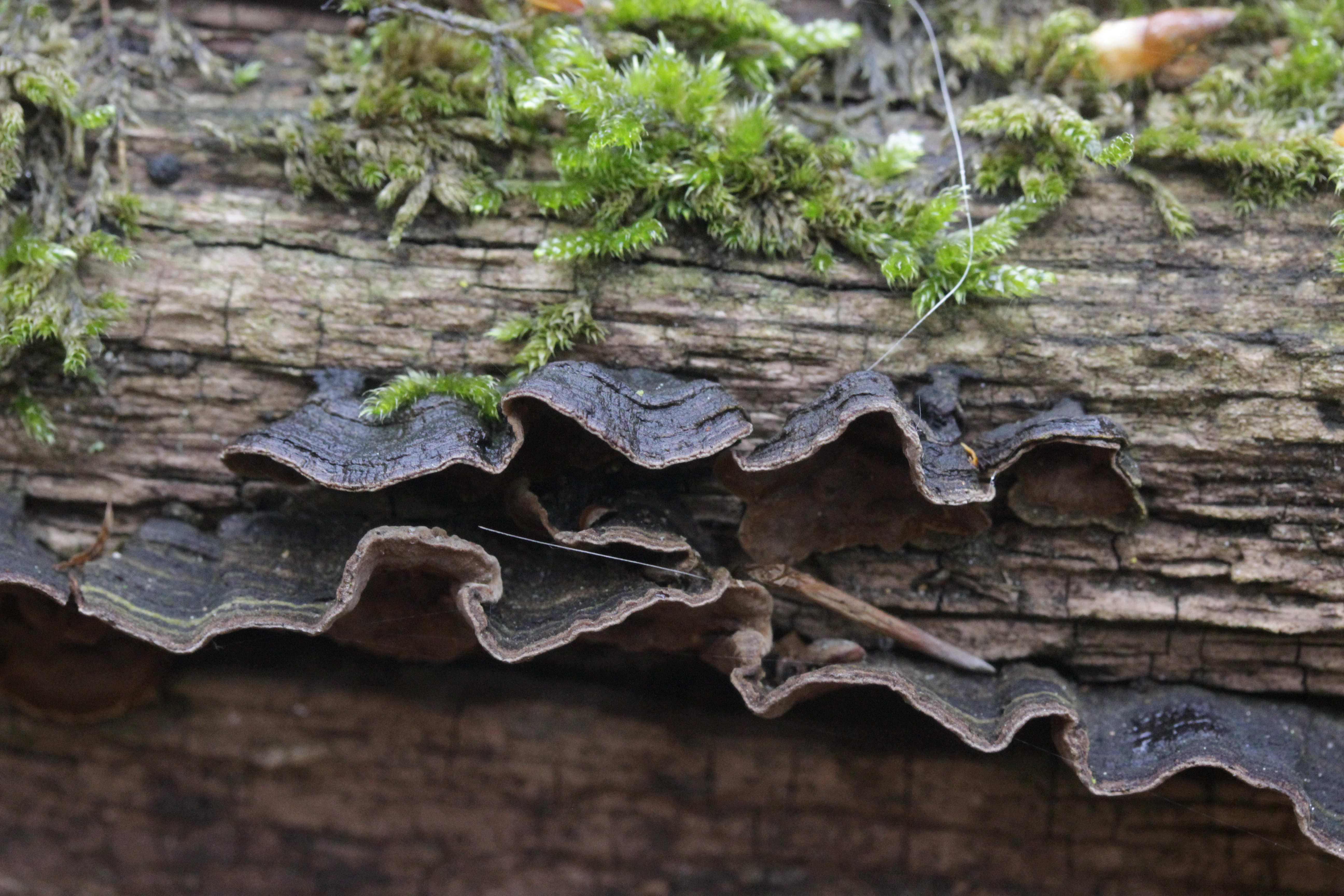
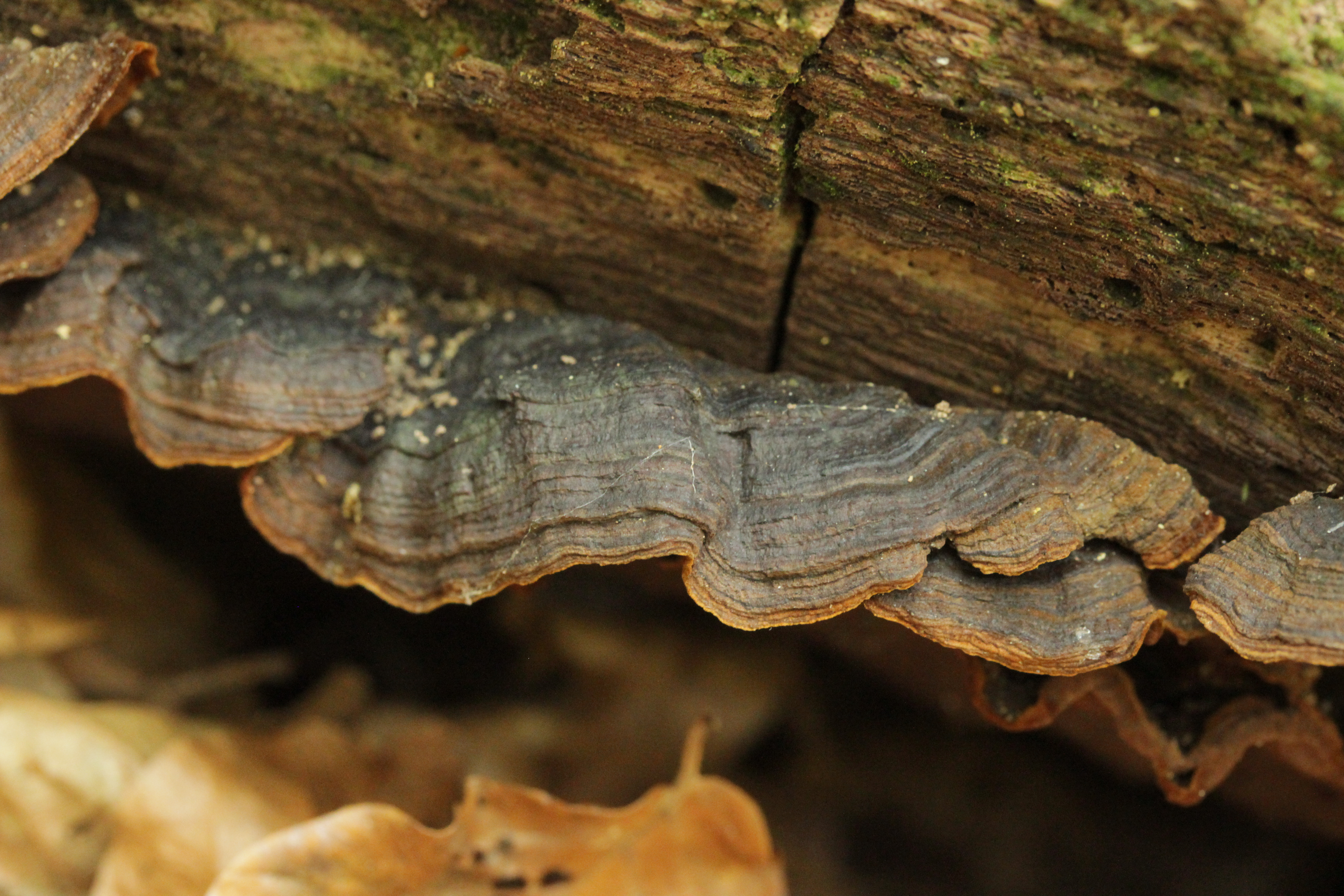
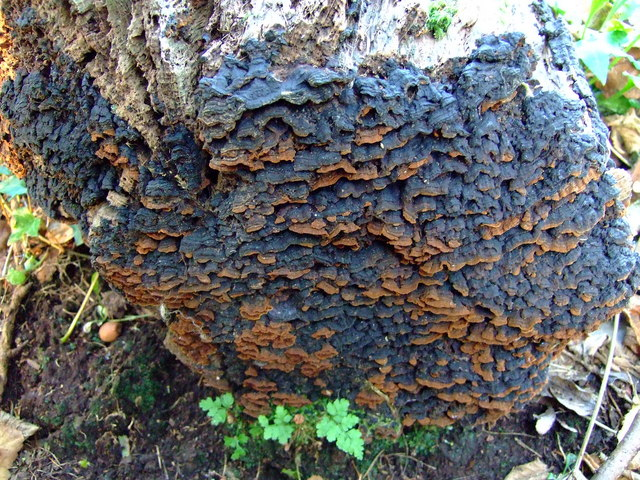
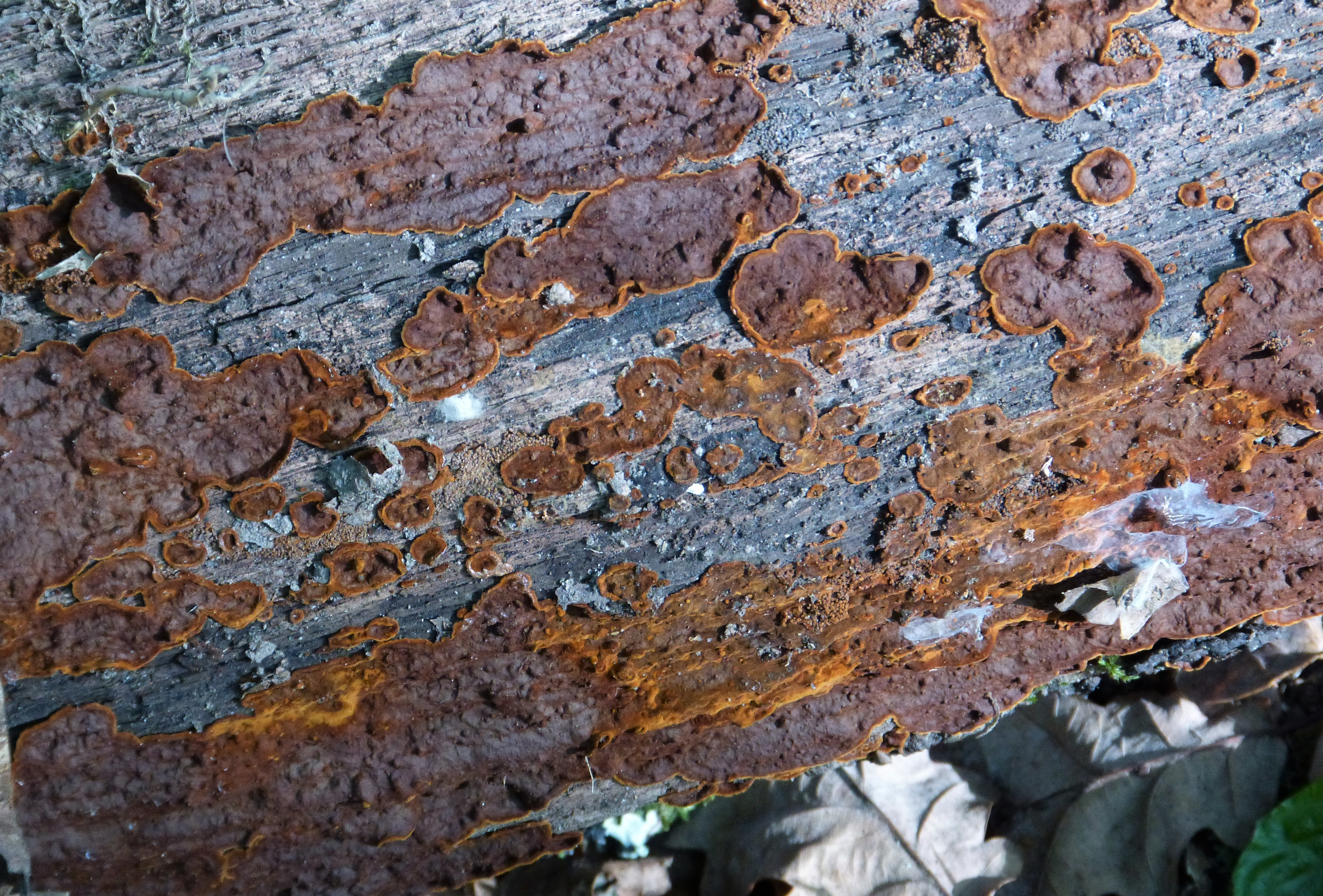

Nem ehető.